# Darasalam
Darasalam (ook: Darasalaam, Darosalam) is een dorp in Somalië.

Darasalam ligt in het district Galdogob, in het deel van de regio Mudug dat behoort tot de zelfverklaarde semi-autonome staat Puntland. Het dorp ligt op ca. 4½ km afstand van de grens met Ethiopië in een savanne met spaarzame plantengroei, die door nomaden wordt gebruikt voor extensieve veeteelt. Er is een lagere school.
Klimaat: Darasalam heeft een aride steppeklimaat. De gemiddelde jaartemperatuur is 26,9 °C. April is de warmste maand, gemiddeld 28,3 °C; januari is het koelste, gemiddeld 24,6 °C. De jaarlijkse regenval bedraagt ca. 155 mm. Van december t/m maart en juni t/m september zijn er twee droge seizoenen en valt er vrijwel geen regen. De maanden april/mei en oktober zijn iets natter, maar ook dan valt er weinig neerslag: 33–50 mm per maand.